# Бенедикт Нурсийски
Бенедикт Нурсийски (на латински: Benedictus Nursiae, на италиански: San Benedetto di Norcia); * ок. 480 г. в Нурсия, в близост до Перуджа; † 21 март 547 г. в Монтекасино при Касино) е християнски светец, основател на християнското монашество в Западна Европа.
Бенедикт се оттегля с малка група свои съмишленици през 529 г. в Монтекасино и основава там манастир, който е първото седалище на монасите-бенедиктинци.
За тях пише своята Regula Benedicti, правилата на Бенедиктинския орден (Ordo Sancti Benedicti).
Бенедикт умира на 21 март 547 г., Велики четвъртък, в Монтекасино по време на молитва в олтара.